# City University of Hong Kong
City University of Hong Kong (CityU) – uczelnia publiczna zlokalizowana w Hongkongu. Została założona w 1984 r. pod nazwą City Polytechnic of Hong Kong; od 1994 r. funkcjonuje jako uniwersytet – City University of Hong Kong.